# Garota de Yde

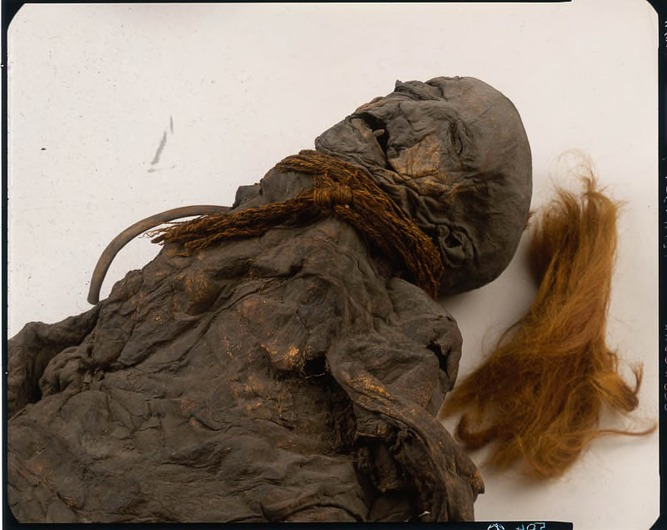
Cabeça e tronco de Yde Girl

Garota de Yde é um corpo  encontrado no pântano de Stijfveen, resgatado em um pântano de turfa, próximo da aldeia de Yde, Holanda. Ele foi encontrado em 12 de maio de 1897 e estava supostamente bem preservado quando descoberto (principalmente os cabelos), mas quando o corpo foi entregue às autoridades duas semanas depois, ele foi severamente danificado e deteriorado. A maioria de seus dentes havia sido arrancado do crânio por moradores, além de uma grande quantidade de cabelo. Também foi relatado que as ferramentas de corte de turfa danificaram gravemente o corpo. 

## Exame

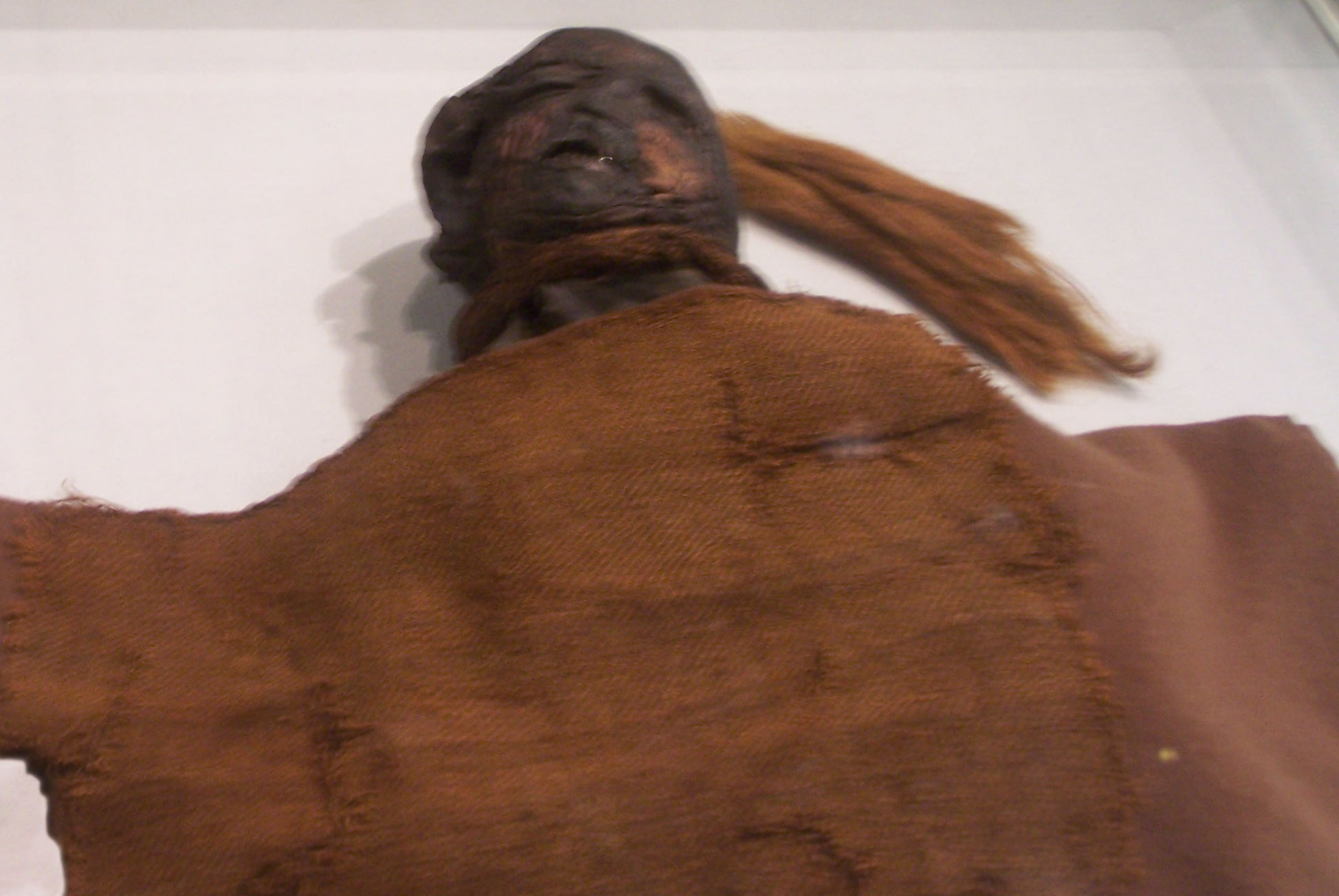
O corpo da menina Yde

Os testes de carbono-14 indicaram que a Garota de Yde morreu entre 54 a.C. e 128 d.C., com uma idade aproximada de 16 anos. Ela tinha longos cabelos loiros avermelhados, mas inicialmente se pensava que um lado da cabeça tinha sido raspado antes de morrer. Estudos recentes de Windeby I, no entanto, sugeriram que o fenômeno do cabelo raspado em alguns corpos de pântanos pode simplesmente atestar que um lado da cabeça é exposto ao oxigênio um pouco mais que o outro. Os exames mostraram que ela sofria de escoliose. Ela possuía 1,37 metros, que é comparativamente pequeno para uma pessoa de dezesseis anos. 
O corpo foi encontrado vestido com uma capa de lã e com uma faixa de lã, feita em uma técnica de trança conhecida como salto, enrolada no pescoço, sugerindo que ela foi executada ou sacrificada. Houve também uma facada na área da clavícula, mas isso não foi determinado como a causa da morte. Pensa-se que ela possa ter morrido inconsciente, pois estavam ausentes ferimentos defensivos na mão recuperada do corpo, ao contrário de um caso semelhante na Alemanha, o Garoto de Kayhausen, que teve um corte na mão esquerda de uma aparente tentativa de defesa. Como na maioria dos corpos de pântanos, a pele e os recursos são preservados por causa do ácido tânico na água do pântano. Quando a Garota de Yde foi escavada, os escavadores causaram um dano acidental no crânio. Somente o tronco da menina, a cabeça, a mão direita e os pés permanecem intactos hoje. O resto do corpo não foi preservado ou foi danificado por ferramentas de corte de turfa.

## Análises e reconstituição do rosto

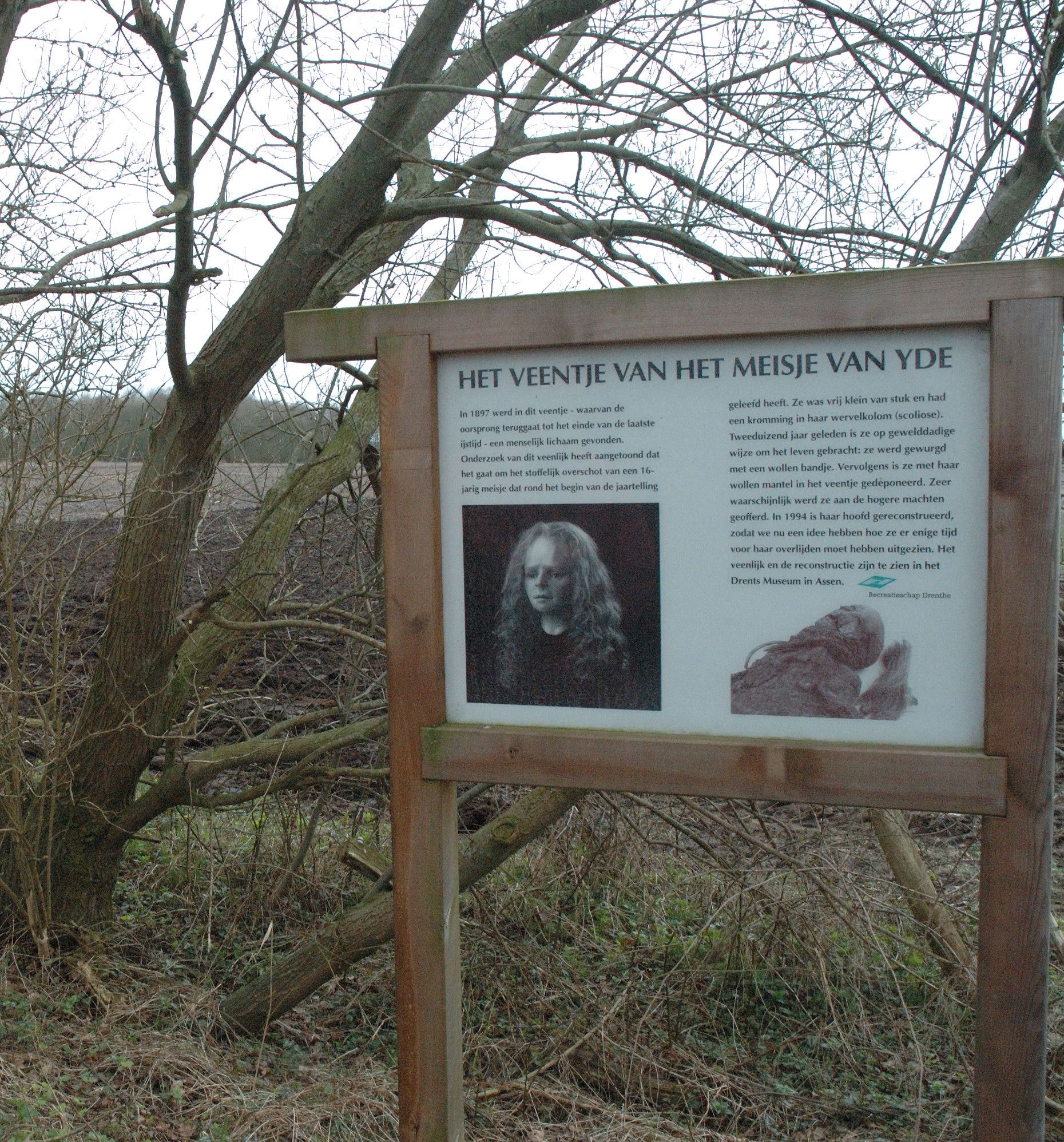
Local onde a Yde Girl foi encontrada

A Garota de Yde foi exibida e mais estudos não foram realizados sobre os restos mortais até 1992, quando Richard Neave, da Universidade de Manchester, fez uma tomografia computadorizada do crânio e determinou sua idade, tanto anatomicamente quanto historicamente. A Garota de Yde ficou conhecida internacionalmente quando Neave fez uma reconstrução de sua cabeça, usando técnicas de cirurgia plástica e patologia criminal. Devido ao estado do corpo, o trabalho de reconstrução incluiu algumas suposições, por exemplo, o nariz e outras características faciais. Garota de Yde e sua reconstrução moderna são exibidas no Museu Drents, em Assen. 
Garota de Yde, juntamente com Roter Franz e os Weerdinge Men, foram transportados por todo o mundo para uma turnê de museu no início e meados dos anos 2000. Devido à intensidade da morte da menina, os protestos no Canadá impediram a turnê de viajar por vários locais do país.